# To Bi Or Not To Bi
Albums de Biréli Lagrène
Move
(2004) Just The Way You Are
(2007)
To Bi Or Not To Bi est un album du guitariste de jazz Biréli Lagrène sorti en 2006.

## Description
To Bi Or Not To Bi est le premier album du guitariste où il est complètement seul et permet donc à l’auditeur d’entendre son jeu sans distractions. Les morceaux sont tirés de plusieurs performances en concert du guitariste dans différents lieux,.

## Titres
Sauf indication, toutes les compositions sont de Biréli Lagrène
1. Sur La Croisette – 7:10
2. London (Soli Love) – 5:53
3. R & Bi – 3:12
4. We Are the Champions/We Will Rock You/It Was A Very Good Year (Freddie Mercury,Brian May, Ervin Drake) – 5:45
5. Sous Les Pommiers – 4:04
6. Capucines – 2:19
7. La Belle Vie (Jean Broussolle, Jack Reardon, Sacha Distel) – 1:55
8. Madras Express – 5:43
9. Amparo – 10:42
10. Bar de Nuit – 6:13
11. To Bi Or Not To Bi – 2:05
12. Vague à l’Âme – 6:09

## Musiciens
- Biréli Lagrène – Guitare